# Splendrillia roseacincta
Splendrillia roseacincta é uma espécie de gastrópode do gênero Splendrillia, pertencente a família Drilliidae.